# Lijst van musea in Italië
Hieronder volgt een lijst van musea in Italië:
(gesorteerd op vestigingsplaats)

## Alessandria
- Museum Pietro Abbà-Cornaglia

## Ansedonia
- Museo archeologico nazionale di Cosa

## Bologna
- Galleria d'Arte Moderna di Bologna
- Internationaal Muziekmuseum en bibliotheek
- Musei Civici d'Arte Antica
- Museo Morandi
- Pinacoteca Nazionale di Bologna

## Bolzano
- Zuid-Tiroler Archeologiemuseum

## Brescia
- Museo Nazionale della fotografia
- Museo della Mille Miglia
- Museo di Santa Giulia
- Pinacoteca Tosio Martinengo

## Cremona
- Vioolmuseum

## Calabrië
- Museum voor Calabrische volksmuziek en muziekinstrumenten

## Florence
- Galleria degli Uffizi
- Galleria dell'Accademia
  - Muziekinstrumentenmuseum
- Palazzo Pitti
- Museo Nazionale del Bargello
- Palazzo Vecchio
- Museo Leonardiano di Vinci
- Casa Buonarroti
- Galleria Palatina
- Marino Marini Museum
- Museo di San Marco
- Opera di Santa Maria del Fiore
- Palazzo Medici-Riccardi
- Museo archeologico nazionale di Firenze

## Genua
- Jazzmuseum van Genua
- Museum Via del Campo 29 rosso
- Galleria d'Arte Moderna e Collezione Wolfson
- Galleria di Palazzo Rosso
- Museo d'arte orientale Edoardo Chiossone
- Palazzo Bianco
- Villa Crove Museo di Arte Contemporanea

## Lucca
- Pinacoteca Nazionale

## Maranello
- Galleria Ferrari

## Massa Marittima,Toscane
- Orgelmuseum Santa Cecilia

## Milaan
- Calderara Foundation Collection
- Castello Sforzesco Pinacoteca
- CIMAC - Civico Museo d'Arte Contemporanea
- Museo Bagatti Valsecchi
- Museum bij het Scala-theater
- Museo Civico di Arte Antica
- Museo Diocesano di Milan
- Museo Minguzzi
- Museo Poldi Pezzoli
- Muziekinstrumentenmuseum
- Padiglione d'Arte Contemporanea
- Pinacoteca Ambrosiana
- Pinacoteca di Brera
- WOW Spazio Fumetto

## Modena
- Galleria Civica
- Galleria Estense
- Museo Civico d'Arte di Modena

## Napels
- Museum van het conservatorium San Pietro a Majella

## Palermo
- Museo Archeologico Regionale Antonio Salinas

## Palestrina
- Museo archeologico nazionale di Palestrina

## Palmi
- Cultureel centrum Leonida Repaci
- Tempio di San Fantino
- Villa Repaci

## Ravenna
- Museo d'Arte della città di Ravenna

## Rome
- Vaticaanse musea
- Villa Borghese
- Musei Capitolini
- Chiostro del Bramante
- Galleria Comunale d'Arte Moderna e Contemporanea
- Galleria Corsini
- Galleria Doria Pamphilj
- Galleria nazionale d'arte moderna e contemporanea
- Galleria Nazionale d'Arte Antica
- Galleria Spada
- Giorgio and Isa de Chirico Foundation
- Istituto Nazionale per la Grafica
- MACRO - Museo d'Arte Contemporanea Roma
- MAXXI Museo Nazionale delle Arti del XXI Secolo
- Musei di Palazzo Farnese
- Museo Barracco
- Museo del Risorgimento Complesso del Vittoriano
- Museo della Casina delle Civette
- Museo di Roma - Palazzo Braschi
- Museo di Roma in Trastevere
- Museo Napoleonico
- Museo Nazionale Romano
- Nationaal muziekinstrumentenmuseum
- Palazzo Barberini
- Palazzo Colonna Gallery
- Palazzo delle Esposizioni
- Palazzo Montecitorio
- Palazzo Ruspoli
- Pinacoteca Capitolina
- Scuderie del Quirinale

## Roncegno
- Museum van instrumenten voor volksmuziek

## Siena
- Pinacoteca Nazionale

## Venetië
- Gallerie dell'Accademia
- Peggy Guggenheim Collection
- Fondazione Bevilacqua La Masa
- Ca' Pesaro
- Museo Correr
- Museo Fortuny
- Dogepaleis
- Palazzo Grassi
- Querini Stampalia Foundation Museum

## Verona
- Museo di Castelvecchio
- Palazzo Forti
- Museum voor volkskunsten

## Zuid-Tirol
- Gustav Mahler Stube, Altschluderbach